# Cozumelwinterkoning
De cozumelwinterkoning (Troglodytes beani) is een zangvogel uit de familie Troglodytidae (Winterkoningen). Het is endemische vogelsoort in van het eilandje Cozumel aan de oostkust van Mexico.

## Taxonomie
De cozumelwinterkoning werd in 1885 geldig beschreven door de Amerikaanse vogelkundige Robert Ridgway. De wetenschappelijke naam is een eerbetoon aan Tarleton Hoffman Bean, de man die hielp bij het verzamelen van het holotype.

## Kenmerken
De vogel is 12 tot 12,5 cm. Verder verschilt deze endemische soort uiterlijk van de zuidelijke huiswinterkoning omdat de borst en buik meer egaal vuilwit zijn.

## Verspreiding en leefgebied
De vogel komt alleen voor op het eilandje Cozumel aan de oostkust van het schiereiland Yucatan.